# Āychī
Āychī (persiska: آیچی) är en ort i Iran.   Den ligger i provinsen Kurdistan, i den nordvästra delen av landet, 500 km väster om huvudstaden Teheran. Āychī ligger 1 638 meter över havet och antalet invånare är 769.
Terrängen runt Āychī är kuperad, och sluttar österut.Runt Āychī är det ganska glesbefolkat, med 50 invånare per kvadratkilometer. Närmaste större samhälle är Saqqez, 7,4 km nordost om Āychī. Trakten runt Āychī består i huvudsak av gräsmarker.